# Ждиоара (Тимиш)
Ждиоара (рум. Jdioara) насеље је у Румунији у округу Тимиш у општини Кричова. Oпштина се налази на надморској висини од 155 m.

## Прошлост
По "Румунској енциклопедији" место се помиње 1320. године, у вези са постојањем средњовековне тврђаве. Утврђење је добро одолевало нападима турске војске. Порушена је одредбама Карловачког мира 1699. године.
Аустријски царски ревизор Ерлер је 1774. године констатовао да место Жидовар припада Бистричком округу, Карансебешког дистрикта. Село има милитарски статус, а становништво је било претежно влашко.

## Становништво
Према подацима из 2002. године у насељу је живело 607 становника.

### Попис2002.
| Расподела становништва по националности 2002.‍ | Расподела становништва по националности 2002.‍ | Расподела становништва по националности 2002.‍ | Расподела становништва по националности 2002.‍ | Расподела становништва по националности 2002.‍ |
| --------------------------------------------- | --------------------------------------------- | --------------------------------------------- | --------------------------------------------- | --------------------------------------------- |
|                                               |                                               |                                               |                                               |                                               |
| Румуни                                        | Румуни                                        |                                               | 587                                           | 97,7%                                         |
| Роми                                          | Роми                                          |                                               | 7                                             | 1,2%                                          |
| Украјинци                                     | Украјинци                                     |                                               | 7                                             | 1,2%                                          |